# マルティン・ルターとカタリナ・フォン・ボラの肖像
『マルティン・ルターとカタリナ・フォン・ボラの肖像』（マルティン・ルターとカタリナ・フォン・ボラのしょうぞう、伊: Ritratto di Lutero e della moglie Caterina von Bora、英: Portraits of Martin Luther and Catherine Bore）は、ドイツ・ルネサンス期の巨匠ルーカス・クラナッハ (父) の工房が板上に油彩で制作した一対をなす肖像画 (それぞれ縦37センチ、横23センチ) である。署名と1529年の制作年が記されている。作品は少なくとも1666年以降、メディチ家のコレクションにあったもので、1724年に両作品は繋げられていたと記録されている。現在、フィレンツェのウフィツィ美術館に所蔵されている。

## 歴史
クラナッハはマルティン・ルター同様に宗教改革者であったので、彼の肖像を多く描いた。クラナッハは、すべてのルターの肖像で彼を忠実に描き、その農民のような粗野な頭部とプチ・ブルジョワ的な表情を隠すような試みはしなかった。
クラナッハは、何度か宗教改革の英雄ルターと彼の妻カタリナ・フォン・ボラを宣伝するための小さな板絵に表した。最も古いものは2人が結婚して間もない1525年にバーゼルで描かれた2枚の円形画で、続く1526年と1528年にも他の肖像画が描かれた。これらの作品はポーズと形式の点で同じように描かれているが、本作では真実の探求が忠実に表された人物たちの老いの始まりによって証左されている。ここに見られるルターの顔立ちは、3年前に制作された肖像画に比べてより肉づきがよくなり、無精ひげが消えている。一方、妻カタリナの肖像は3年前の肖像と本質的に異なるものではない。

## 作品

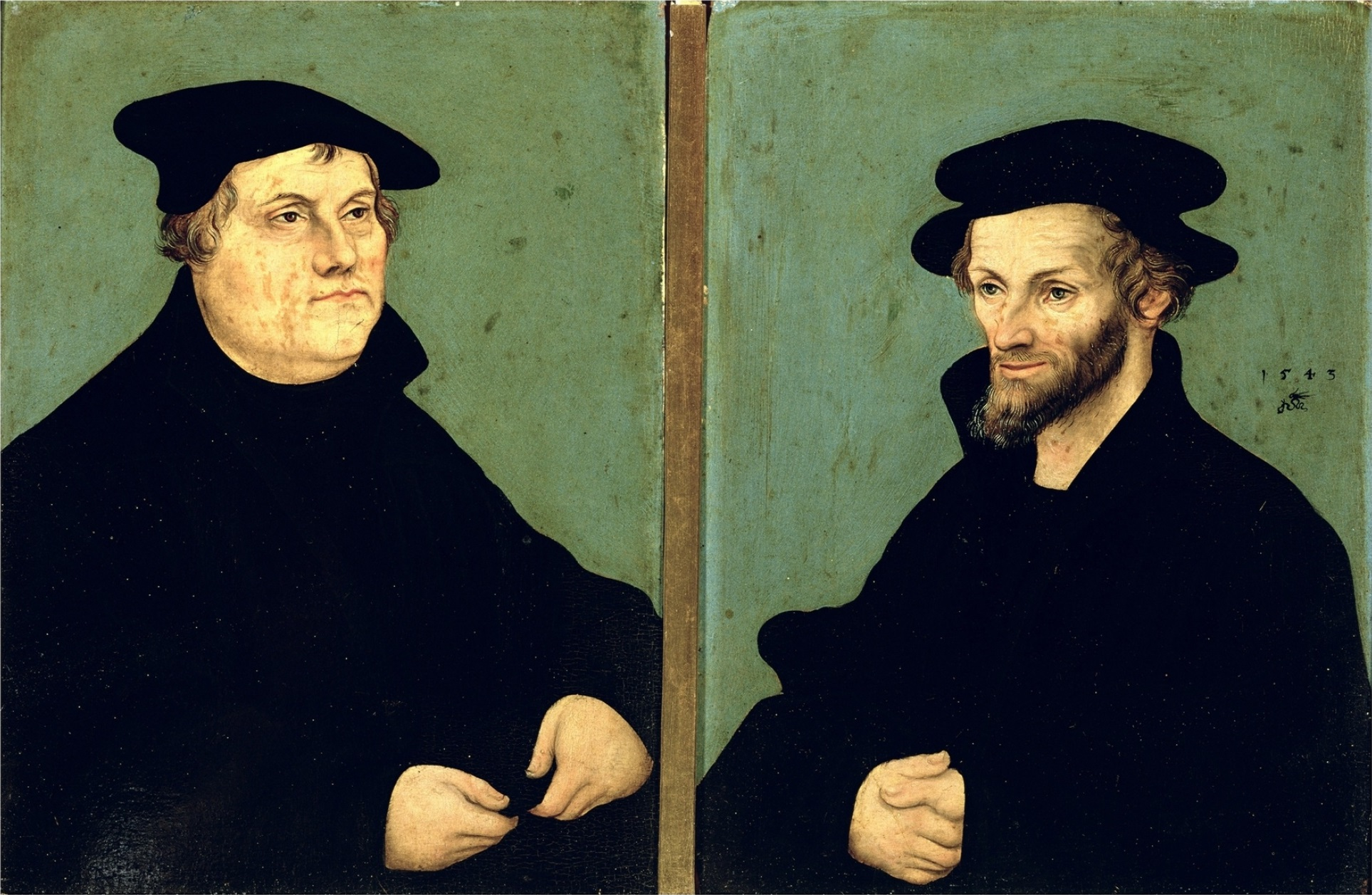
ルーカス・クラナッハ (父) 『マルティン・ルターとメランヒトンの肖像』 (1543年)、21 x 16センチ、ウフィツィ美術館

ルターは黒一色の幅広の首まで達する衣服を身に着け、同じく黒の帽子を被っている。かくして、対の肖像画の主人公である彼の顔は帽子と服で枠取られ、非常に表情に富んでいる。妻のカタリナはより身体にぴったりとした服と毛皮の外套を身に着けているが、それは富裕階級の衣装であることを示している。彼女はまた、ルターとの結婚を示す簡素な網状の頭巾を被っている。
これらの作品で、画家は肖像画に対する革新的なアプローチを見せているが、それは、均一な青色の背景の中で輪郭線に与えられた重要性が示す線描への嗜好である。
なお、これら肖像画の二連画という形式は、描かれた人物たちの精神的なつながりを具体的に説明することができた。やはりウフィツィ美術館所蔵の非常に類似した様式の『マルティン・ルターとメランヒトンの肖像』は『マルティン・ルターとカタリナ・フォン・ボラの肖像』同様、、ルターと彼のヴィッテンベルク時代の親友フィリップ・メランヒトン (Philipp Melanchthon) を向き合う二連画の形で描いている。